# دهستان جلگه موسی‌آباد
 جلگه موسی‌آباد ، دهستانی است از توابع بخش مرکزی شهرستان تربت جام در استان خراسان رضوی.
جمعیت این دهستان بر اساس سرشماری سال ۱۳۸۵ (۱٬۶۶۱خانوار) ۷٬۷۲۸نفر
بوده‌است.